# 9·28催淚彈驅散行動
9·28催淚彈驅散行動是指2014年9月28日黃昏至29日凌晨，香港警方對示威者的大規模驅散行動，當中防暴警察施放大量催淚彈，並警告向群眾開槍。此前，8月31日全国人大常委会對2016年及2017年香港政治制度改革的決議激發香港市民強烈不滿，隨後香港專上學生聯會（學聯）在9月22日發起一連5日的大專罷課，學民思潮則於9月26日加入，發動中學罷課；9月26日當晚突然發生重奪「公民廣場」行動，導致27日防暴警察進駐，以及8萬人集會聲援。
9月28日凌晨，「和平佔中」發起人戴耀廷突然宣佈自2013年初提出的「讓愛與和平佔領中環」（和平佔中）最後部曲正式啟動。當日上午警方封鎖政府總部，導致前往添馬艦支援佔領人士的市民被堵塞在海富中心附近一帶，因而在下午衝出夏慤道等主幹道；同日黃昏，警方開始採取更高級武力，展開大規模驅散行動，防暴警察施放87顆催淚彈，更一度威脅開槍，是香港防暴警察接近9年以來首次使用催淚彈。驅散行動導致近百人受傷，事件令民憤進一步爆發，及引起國際關注，佔領行動擴散至旺角及銅鑼灣，9月29日至10月1日連續3晚有20萬人上街抗命，運動亦逐漸演變成「雨傘革命」。

## 背景

### 香港政制改革爭議
根據《基本法》，香港須根據實際情況和循序漸進的原則，達至行政長官及立法會由普選產生的最終目標。然而，截至2012年第4届香港行政长官选举，香港特首並非由經普選產生，而是經由共1200人的選舉委員會產生，因此被批評為「小圈子選舉」。
2014年8月31日，中國全國人大常委員會通過就香港2016、2017政改方案決議（被稱為「8・31決議」），批准普選行政長官，但封殺「公民提名」、「政黨提名」等符合《公民權利和政治權利國際公約》的提名程序。新架構的提名委員會需由舊制度選舉委員會1200人原封不動構成，並大幅提高提名門檻，限制參選人需擁有超過一半提名委員會委員（即600人）提名才能「出閘」成為特首候選人，為原定1/8選委會成員（150人）的4倍；同時2016年立法會選舉辦法不准修改，需維持2012年選舉方式，意味一直被要求廢除的功能組別議席會全數保留。此決議讓香港泛民主派極為失望，及令爭取民主的香港市民強烈不滿。

### 學界大罷課
全国人大常委会关于2017年香港行政长官选举制度通过后，香港專上學生聯會（學聯）及學民思潮兩個學生組織於9月22日至9月26日期間發起學界罷課，以抗議全國人大常委會的決定。因應康文署將添馬公園租借予廣西社團總會舉辦慶祝國慶65週年活動，大專生第五日（9月26日）的罷課分別移師至添美道及立法會露天廣場舉行。同日學民思潮發起中學生罷課，學民思潮召集人黃之鋒帶領宣讀罷課宣言，接著由香港中文大學中文系高級講師歐陽偉豪以「議論文的學是學非」為題為罷課生上第一課。大會其後宣佈有多達1500名中學生參與罷課，連同放學後加入的人數總共達3000人。

### 重奪「公民廣場」
9月26日晚上，學界罷課集會結束後，學民思潮及學聯突然發起重奪「公民廣場」行動，帶領近百名學生推開立法會停車場閘門、攀越3米高圍欄，衝入政府總部東翼迴旋處（即「公民廣場」），另外100名學生則衝擊立法會綜合大樓旁邊通道，嘗試包抄「公民廣場」，為接下來一連串的公民抗命行動揭開序幕。警察隨即大量增援，多次施放胡椒噴霧，學民思潮召集人黃之鋒被即時拘捕、鎖上手扣及抬走，並拘留長達46小時。防暴警察在9月27日凌晨進駐並採取清場行動，早上7時左右，立法會停車場出入口突然湧出大量防暴警察，示威者被強行推出添美道；上午10時前，「和平佔中」3位發起人趕到添美道現場，聲援被捕學生，部份示威者要求他們提前佔中，不要等待10月1日，發起人之一的戴耀廷表示暫時不會提前啟動，因為有佔中支持者也希望按原定部署，加上當時情況是需要以守護學生為先。同日下午初段，警方在「公民廣場」內採取拘捕行動，以7月2日「預演佔中」的形式，4名警察抬走1人，有74名示威者被拘捕、綁上索帶及送往黃竹坑警校，當中包括學聯秘書長周永康及副秘書長岑敖暉。學聯、學民思潮在當晚8時至11時於添美道再次發起集會，要求立即釋放被捕學生。大部份被捕示威者在入夜後獲得釋放，但黃之鋒、周永康及岑敖暉則仍被扣留、嚴禁保釋，更遭警方搜查住所，引發示威者強烈不滿。大會宣佈有5萬人參與集會，後因外圍反包圍警察人數過多，修正為8萬人；而是次集會在晚上11時結束後，示威者仍未有散去的意慾。3人均在翌日晚上才獲得釋放，當中黃之鋒更是由律師向法庭申請「人身保護令」強制釋放，當時「和平佔中」已啟動約20小時，防暴警察已展開催淚彈驅散行動。

### 「和平佔中」正式啟動
由于担忧普选能否真正实行，香港大学法律系副教授戴耀廷在2013年1月16日首次提出「佔領中環」，香港中文大学社会学系副教授陈健民和基督教柴湾浸信会传教士朱耀明于同年3月27日發表「讓愛與和平佔領中環」信念書，试图以佔領主幹道等公民抗命的手段来逼迫北京政府妥协。
經過2014年9月26日重奪「公民廣場」行動及9月27日添美道集會後，示威者仍未有意慾散去。大會在9月28日午夜12時再度提醒示威者，集會已經完結，留守便是參與「公民抗命」，但絕大部份示威者仍然留守。「和平佔中」發起人隨後於添美道的學聯「命運自主」大台上發言，由戴耀廷在凌晨1時40分，宣佈佔領中環正式啟動，由佔領政府總部開始。「和平佔中」表明兩項訴求——要求撤回人大「8・31決議」及要求行政長官梁振英重交政改報告，否則行動將會升級；另一發起人陳健民則呼籲示威者，堅守「和平非暴力」原則。戴耀廷事後見記者，指出當時已接近凌晨2時，「添美道比旺角更『旺』」，當中更有大量「和平佔中」支持者到場參加集會，於是改變決定，提早啟動佔中，並改由政府總部開始。

## 封鎖添馬艦
佔中正式啟動後，警察在日間把所有能通往添馬艦、政府總部附近一帶的通道全面封鎖。大批示威者未能進入支援佔領人士，結果衝出香港4號幹線的夏慤道，以及其他主要道路，香港島北部交通立即癱瘓。

### 警方封鎖政府總部
警方在9月28日上午封鎖全部通往政府總部的通道，並呼籲示威者不要前往添馬艦。接近中午12時，學聯的音響物資送抵龍匯道，準備送入佔領區時被警方搶去及充公，立法會議員張超雄、何俊仁、劉慧卿，前立法會議員楊森及真普聯召集人鄭宇碩協助運送及斡旋失敗，被警方指涉嫌阻差辦公被捕，結果扣查音響器材及拘捕5人的警車受到示威者包圍，直至學聯同意放棄物資，示威者才願意放行，並重返添美道。警方也於政總四周拉出封鎖線，所有人員物資「准出不准進」。
下午1時半，警方公共關係科高級警司江敏強召開記者會，表示此次集會屬非法，呼籲香港市民不要再進入政總四周，指已封鎖添美道、龍和道、龍匯道、夏愨道、立法會道、演藝道範圍。任何公眾人士強行進入將被檢控，場內人士將被拘捕，警方重申今次是「非法集會」。下午2時，行為藝術家歐陽東突然站在海富中心通往政府總部的天橋上企跳，消防一度打開氣墊戒備，擾攘近兩小時後，歐陽東由救護員以擔架送走。
下午3時38分，行政長官梁振英、政務司司長林鄭月娥、警務處處長曾偉雄及多名局長召開記者會，被問會否出動催淚彈，及是否梁振英本人指示出動防暴隊，梁沒有正面回應，只重申政府絕對信任警方的專業判斷。他一方面聲稱「願意與任何人谈」，一方面卻指特首並沒權力「脫離」人大常委的決定來執行政改。曾偉雄稱如有需要，「只會使用最低所需武力」。

### 示威者衝出主幹道

警察施放胡椒噴霧驅趕示威者，而佔領人士不斷使用雨傘抵擋胡椒噴霧。

同一時間，在政府總部東翼外、添美道的集會會場內，有最少2萬名集會人士；而在場外的夏慤道行人路，以及海富中心、統一中心、港鐵金鐘站一帶亦分別有過萬人聲援。下午2時40分後，海富中心及力寶中心聚集的示威者，在多次要求警方開路，讓他們經海富中心天橋前往政總，遭到警方拒絕後，示威者從不同位置衝出馬路，首先佔據夏慤道西行入紅綿路、不屬於4號幹線的2條行車線，被防暴警察出示「停止衝擊，否則使用武力」紅旗警告。由於聚集民眾太多，防暴警察被海富中心外的佔中示威者反包圍。示威者向警方怒吼：「我跟你都是人！都會思考！政府只當你是工具，不要埋沒良心，你可以放下裝備，香港的未來你我都有份！」同時亦高叫「學生無罪，聲援學生」、「釋放黃之鋒」、「梁振英下台」等口號。接著在下午4時開始，夏慤道近政府總部行人路的過萬名示威者，衝出夏慤道東行方向的5條行車線；最後在下午4時07分，位處海富中心外、夏慤道入紅綿路的示威者亦突破警察防線，衝出夏慤道西行、屬於4號幹線的4條行車線，令該處的防暴警察被逼撤退，夏慤道全線均被示威者佔領。
其他防線亦被示威者突破，中環干諾道中畢打街以東全線、金鐘道往灣仔方向的3條行車線、紅棉路介乎夏慤道至金鐘道一小段；以及灣仔軒尼詩道西段，和告士打道近演藝學院一帶，在一個多小時內即被數以萬計的示威者佔據。示威者維持秩序，讓車輛經過；但香港島北部交通不消多久便陷入癱瘓。他們也強烈要求警方開路給予他們到「公民廣場」外，有計程車司機接受電視媒體訪問表示，是警察影響交通，不是示威者。與此同時，逾百防暴警察築起人鏈，並繼續以鐵馬陣守着夏慤道與添美道交界。示威者不斷叫喊「釋放黃之鋒，自己香港自己救」、「開路」，有部份前線示威者搖動及推撞鐵馬；防暴警察及「特別戰術小隊」警察則全部戴上防毒面具，並噴灑大枝裝、甚至背包式胡椒噴霧驅趕示威者，他們不斷使用雨傘抵擋，情況持續至黃昏。

## 警方武力升級
由於胡椒噴霧未能有效驅趕示威者，警方在9月28日下午5時35分發表新聞公報，警告將會使用更高武力。隨後警方開始提升武力，採取大規模驅散行動。先是「特別戰術小隊」的背包式、更大劑量胡椒噴霧，之後就是防暴警察9年來首次施放催淚彈，大規模驅散正式展開。

### 發射催淚彈
9月28日下午5時58分，於夏慤道近添美道交界處的防暴警察，突然舉起「警告催淚煙」黑底白字警告旗；並於不足10秒內，發射最少4枚催淚彈，造成數十名示威者受傷。這是繼2005年韓農反世貿騷亂後，接近9年以來防暴警察首次施放催淚彈；亦是繼1999年上水石湖新村警民衝突後，15年以來防暴警察首次針對香港市民發射催淚彈。爆炸聲響徹金鐘及添馬艦，整個夏慤道隨即煙霧彌漫，大批示威者立即散開，掩著口鼻向西面中環方向或南面海富中心方向後退，群眾慘叫聲此起彼落；後更有志願者的急救站被警方發射的催淚彈擊中及摧毀，佔中傷者或志願者立時遷至海富中心內急救。有市民身處幾百米以外、戴着眼罩都感到刺痛，眼睛不斷流眼水。

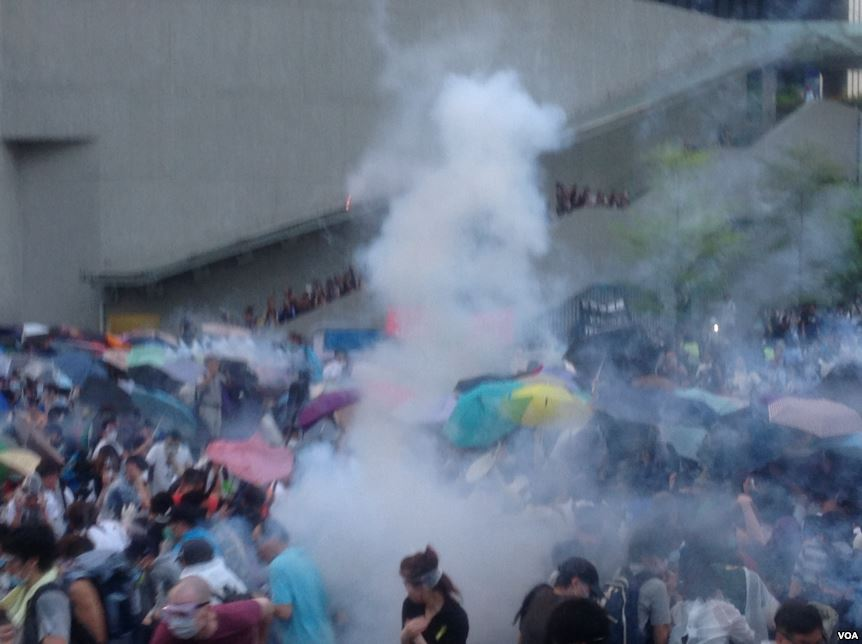
9月28日下午5時58分，防暴警察在夏慤道近添美道舉起「警告催淚煙」黑旗，並施放首枚催淚彈。

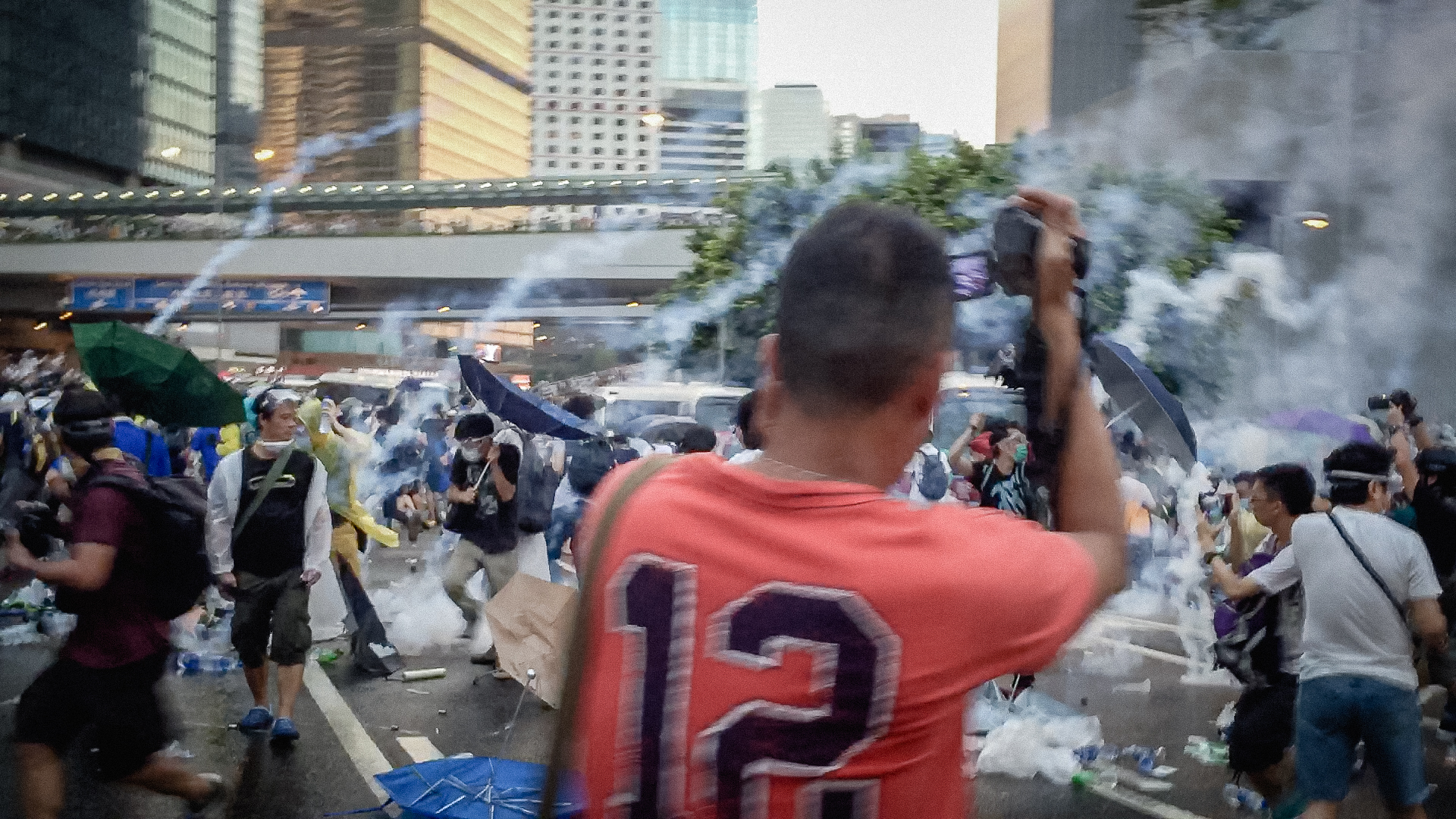
首輪催淚彈爆炸後，示威者急速散開，往中環或金鐘方向逃跑。

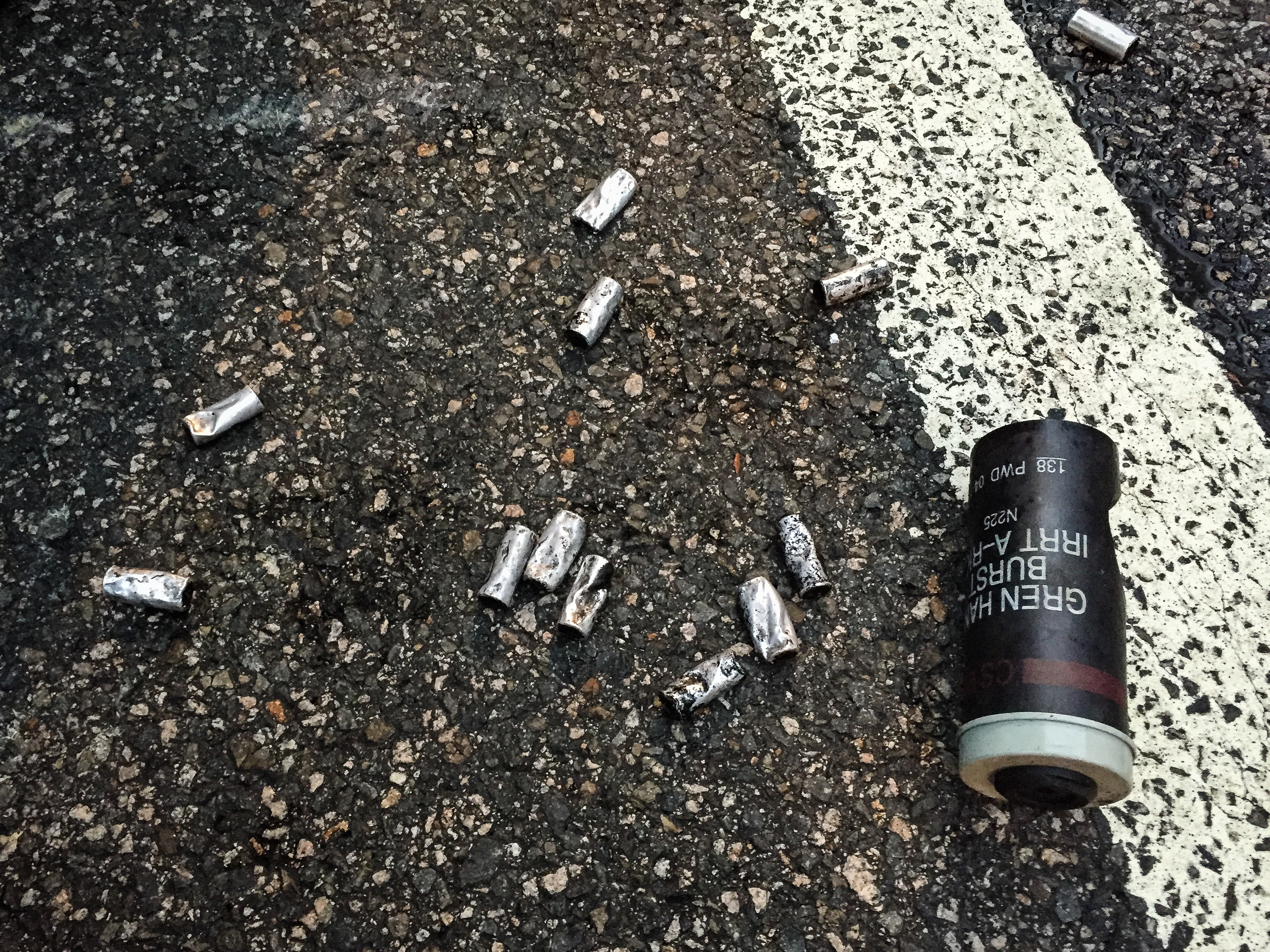
防暴警察所使用的催淚彈彈罐及彈殻。

無法抵擋催淚氣體的示威者被逼退守添馬公園，200多人疑因吸入催淚氣體感到不適，躺在草地休息，等待氣體的威力散去。其中數百示威者走到太古廣場對出金鐘道，佔據東行3條行車線；但亦有大批群眾待煙霧散去後，再次返回原位，更多市民奔赴現場聲援。添美道方面，所有集會人士隨即拿起毛巾掩蓋口鼻，大會主持立即通過廣播，怒罵「警察可恥」。防暴警察見示威者有跡象重新聚集，於下午6時02分再次舉黑旗，並於下午6時03分及6時05分再度施放合共近10枚催淚彈。於5時58分起計，防暴警察於10分鐘之內發射3輪催淚彈對付示威者，發射次輪及第3輪催淚彈的時間更只相隔2分鐘。

### 警告開槍

9月28日下午6時50分，防暴警察向示威者高舉「速離否則開槍」橙旗。（有線新聞截圖）

而在9月28日下午6時50分，一批加強裝備的防暴警察由告士打道西行進入夏愨道，更向示威者迎面展示「速離否則開槍」橙底黑字警告旗，警告將會開槍驅趕。一批示威者包圍該批防暴警察並質問：「我們做錯了甚麼呀？」警察未有理會，繼續推進，並於接近4分鐘後（下午6時54分）再發射催淚彈。事後警方於記者會上否認舉橙旗，辯稱是舉旗的「角度問題」產生誤會，因為「速離否則開槍」橙旗是「警告催淚煙」黑旗的另一面，但有線電視及Now新聞台清楚拍攝到防暴警察以橙旗面向示威者。無綫電視更拍攝到防暴警察用雷明登870泵動式霰彈槍瞄準示威者。
有在香港演藝學院協助傷者的社工透露，警察晚上表示，所有留下的人都會被當作「暴徒」，警察已配備實彈長槍，會打手腳。大律師公會、香港記者協會（記協）、香港教育專業人員協會（教協）、前線醫生聯盟等多個組織批評政府明知港人要甚麼，但一直逃避回應，又以暴力對待示威學生，令人髮指，並譴責警方暴力鎮壓和平示威，使用過度武力。
有聲稱內幕消息指出，特首梁振英、北京駐港最高機構中聯辦主任張曉明、國務院副總理劉延東、警務處處長曾偉雄及中央港澳工作協調小組組長張德江五人28日向北京報告，提出請求開槍，並預計會有500人會於武力鎮壓時被殺。香港各醫院亦已做好準備處理大量死傷者。但武力鎮壓計劃最終被中共中央總書記習近平否決。
據醫院管理局於9月28日晚發出的新聞公報，醫管局亦已預計將有「大量傷者」因集會而需要被送到急症室接受治療。於傍晚6時45分，醫管局提醒市民，港島區三間急症室（瑪麗醫院、律敦治及鄧肇堅醫院、東區尤德夫人那打素醫院）預計會因處理大量傷者而令輪候時間較平日長。但延至晚上10時08分，醫管局再次發出新聞公報，澄清各公立醫院急症室服務運作維持正常，但對輪候時間的影響預計會伸延至全港所有公立醫院急症室。
香港紅十字會於金鐘夏愨道總部一度提供24小時急救服務，以及提供心理支援。因應受到催淚彈波及，和有可能發生大型流血事件，紅十字會總部於9月29日午夜12時左右，於總部門外掛起大紅十字旗。紅十字標誌是一個受《日內瓦公約》保護的特殊標誌，不論在戰時與否，紅十字標誌只能用於受《日內瓦公約》保護的醫療隊、其人員及器材。任何人於任何情況下都不能攻擊受保護的醫療設施及傷者，否則會觸犯《日內瓦公約》，成為戰犯。
結合防暴警察高舉「速離否則開槍」警告旗、持AR-15自動步槍及雷明登散彈槍防暴警察指嚇市民、各組織表示警察將會開槍而呼籲市民立即離開金鐘區、醫管局表明急症室將會接收大量傷者、以及紅十字會於金鐘展示大紅十字旗，不少市民都相信警察將會開槍鎮壓，甚至誤信或散播解放軍出動謠言。但政府否認出動解放軍，而網上謠傳一張解放軍坦克車經過隧道的圖片亦被證實是舊圖，與是次驅散無關。

### 中環和金鐘癱瘓

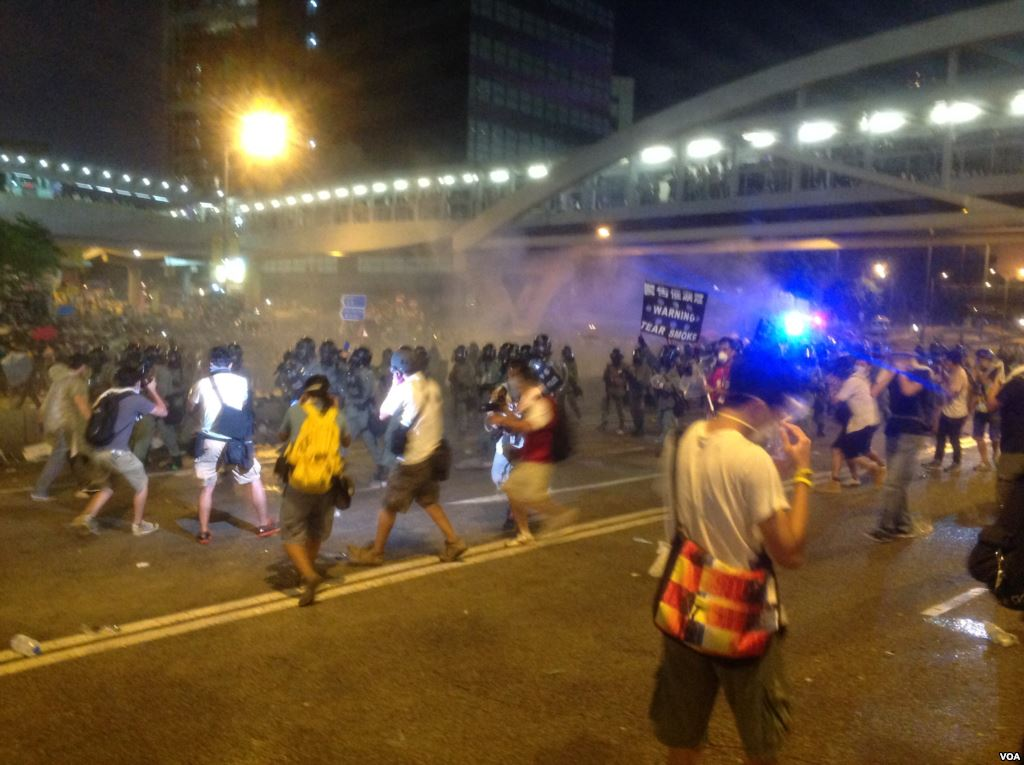
9月28日晚上，全副武裝的防暴警察在夏慤道再次舉黑旗及發射催淚彈。

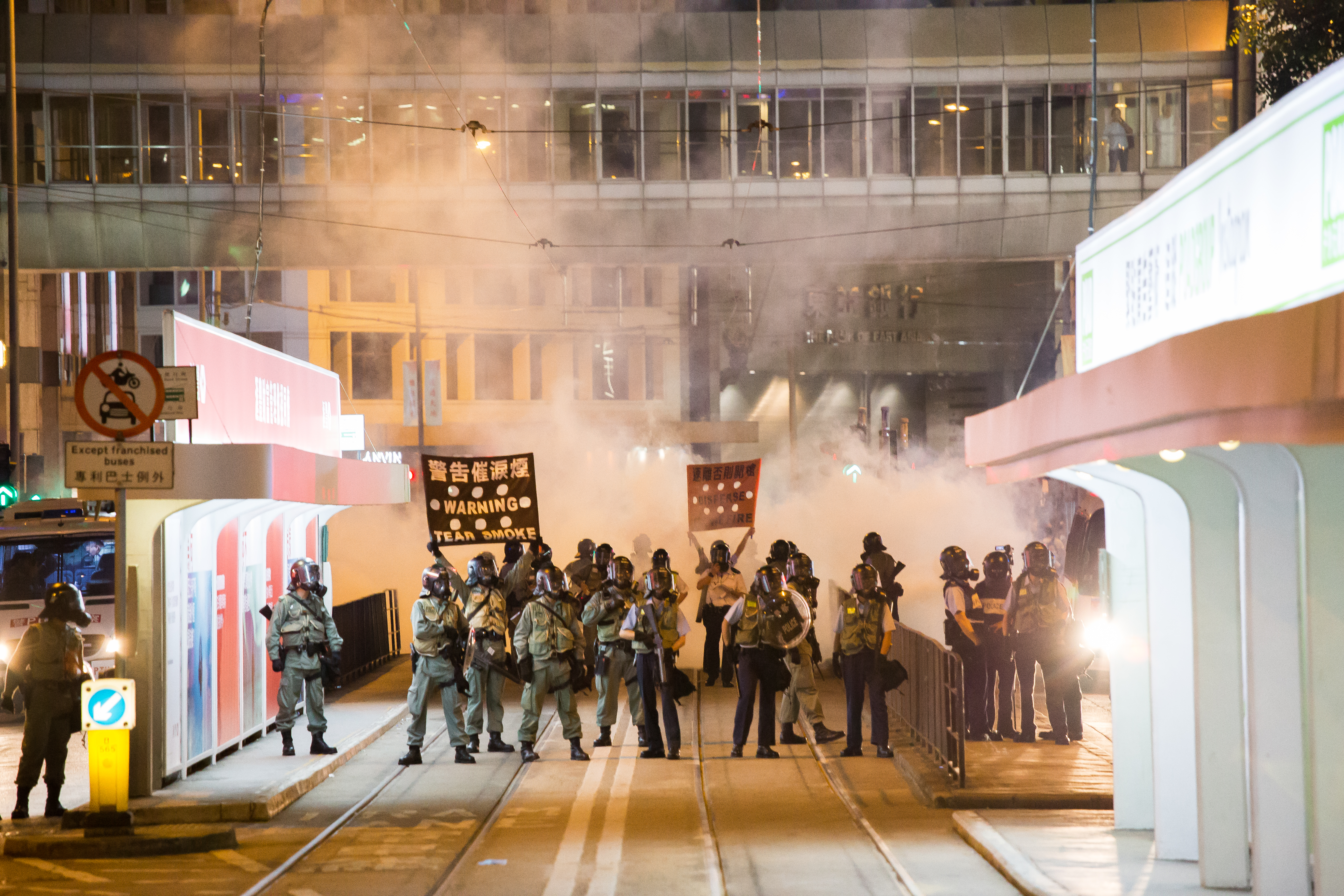
另一批防暴警員在中環德輔道中發射催淚彈

晚上7時後，示威群眾愈來愈多，超過10萬人四散至皇后像廣場、遮打道、文華東方酒店對出干諾道中、香港大會堂對出等，佔據有關幹道，與全套裝備的防暴警察展開「攻防戰」。到晚上7時20分，港鐵為配合警方鎮壓示威者和防止他們人數增加，宣布荃灣線及港島線所有列車均不停金鐘站，警察隨即乘港鐵增援，手持長盾牌等防暴裝備佈陣。
而新巴及城巴共有37條巴士路線停駛，80條巴士路線臨時不入金鐘及中環港島區。電車部分路段亦暫停服務。康樂及文化事務署亦宣布，香港大會堂所有節目已取消，大會堂亦已暫時關閉。
其後警方晚上於多處施放催淚彈，中環、金鐘、灣仔整晚都是爆炸聲、慘叫聲及白煙，不少市民痛哭，破口大罵「警察無恥」或要求警察罷工，有市民舉高手要求警察放下武器。但由於大批持槍防暴警察上前指嚇示威者，要求他們立即離開，示威者被逼退至遮打花園。

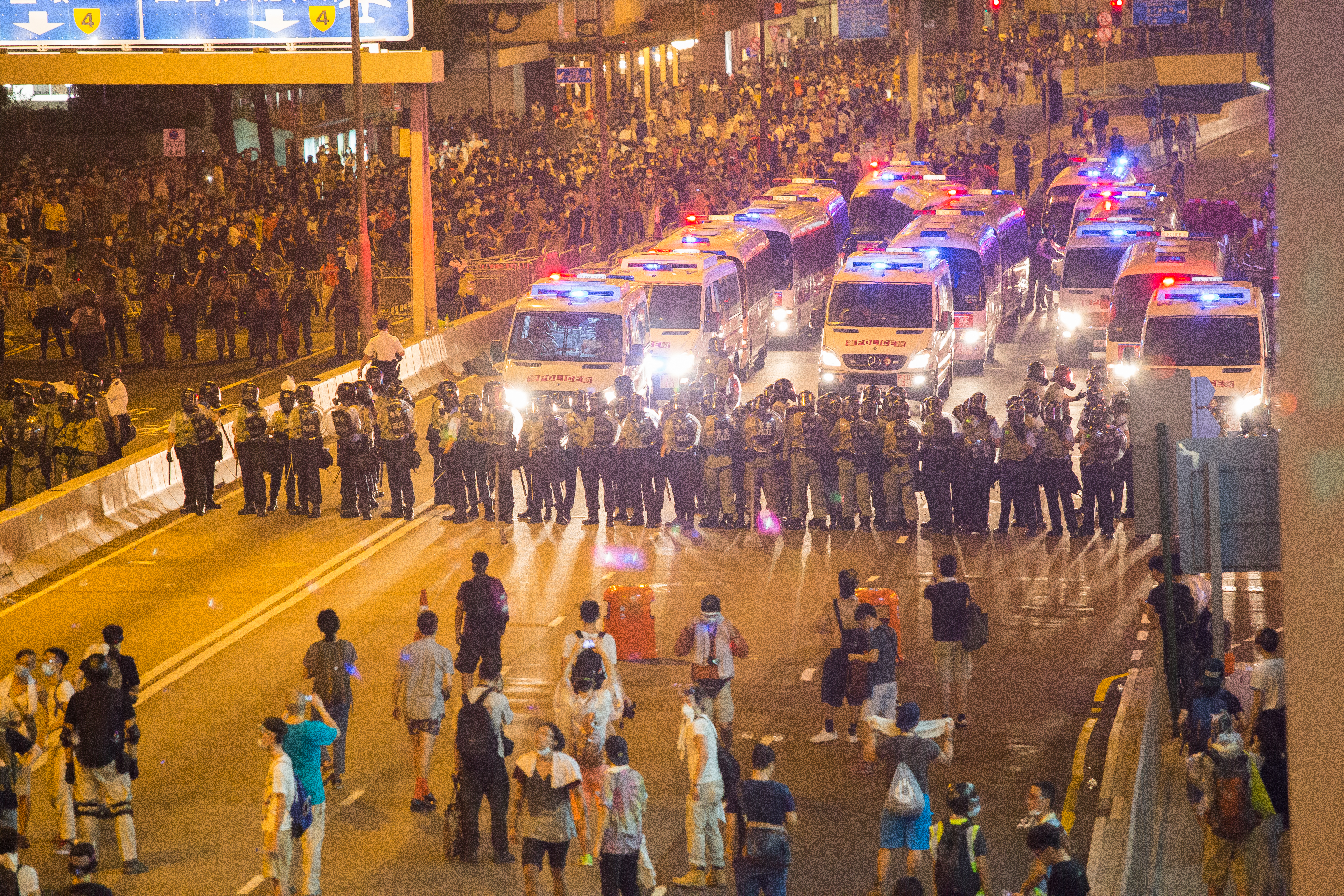
干諾道中有大批警員和警車築成防線
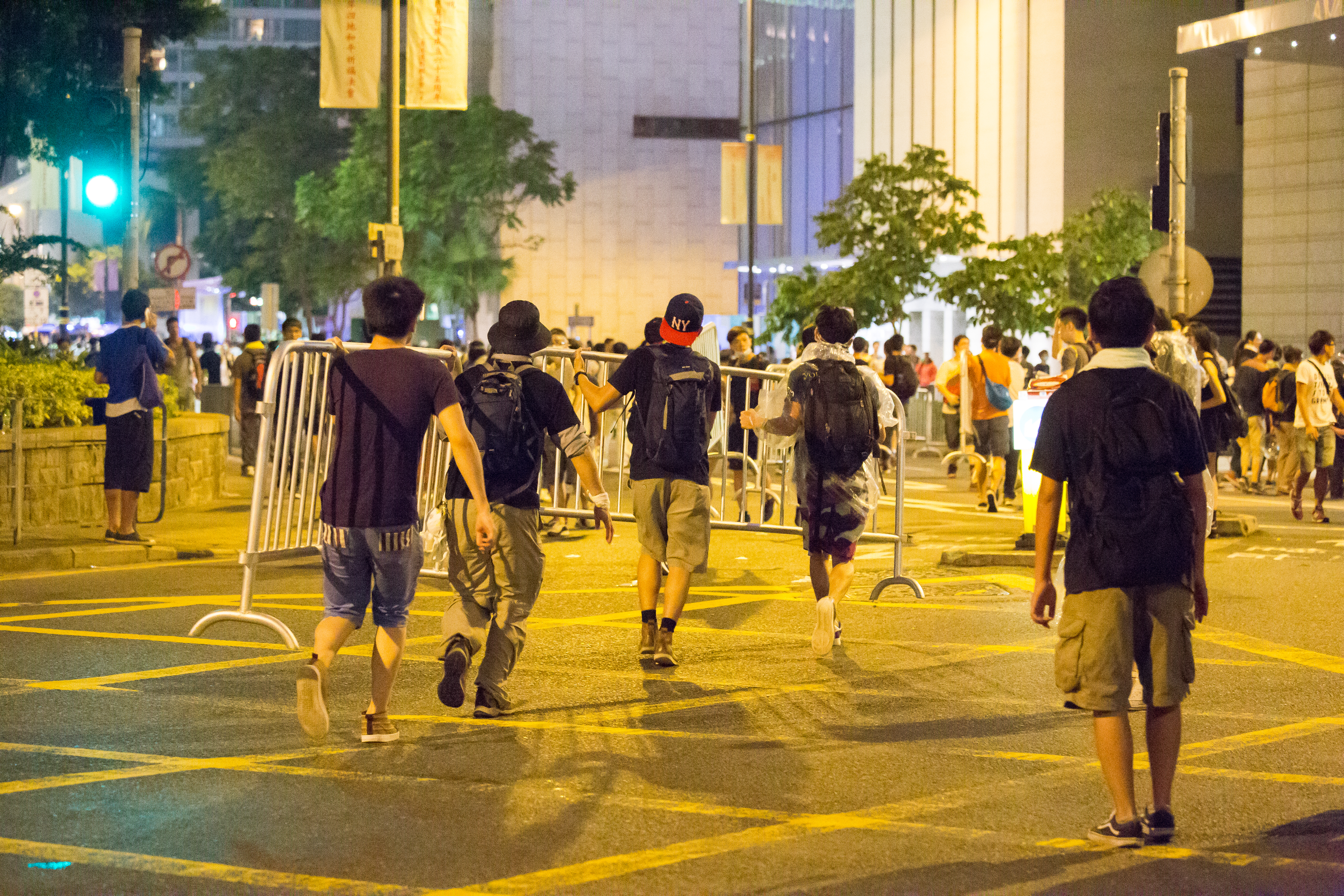
遮打道有人利用鐵馬設置路障
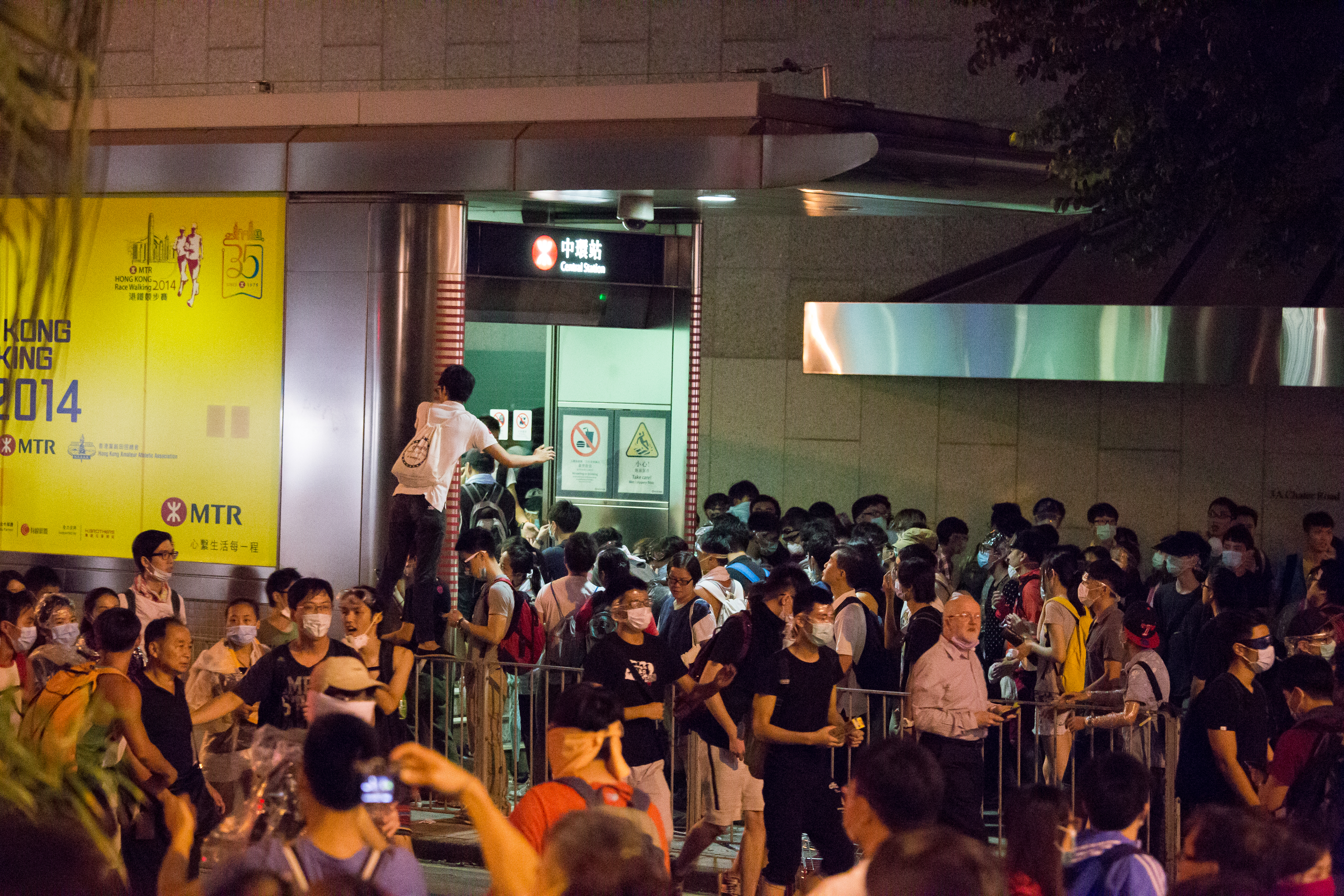
不少市民往中環站出口離開
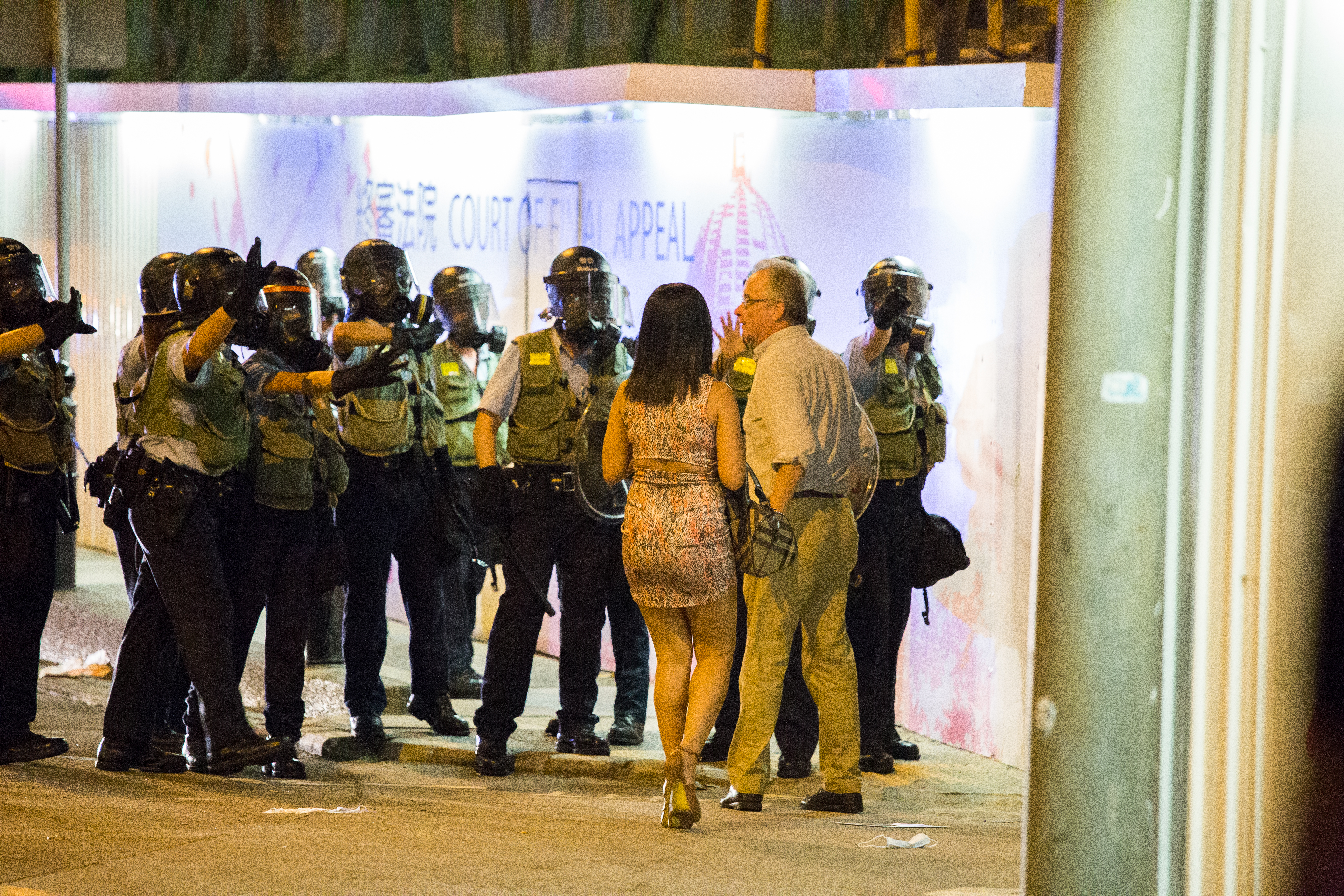
身穿防毒面罩的軍裝警員要求市民離開

### 大會呼籲撤退

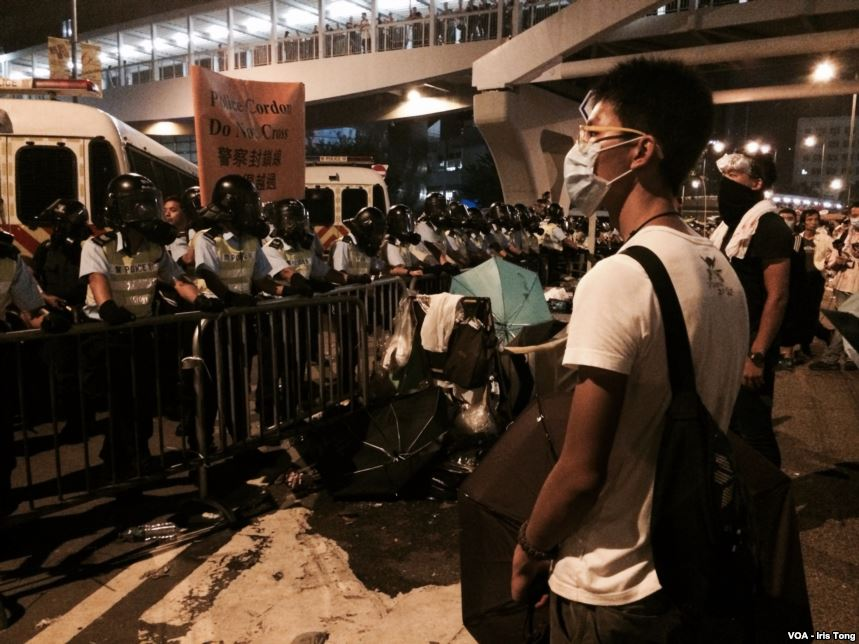
示威者於夏慤道近添美道交界，與警方持續對峙，防暴警察舉起「警察封鎖線，不得越過」黃旗。

9月28日入夜後，學聯作出呼籲，如果警方開槍或使用音波炮，便應「立即撤退，擇日再聚」。晚上10時20分，學聯因有消息指警方已經動用橡膠子彈驅散示威者，故正式呼籲參與示威者全面撤離，指市民「必須保留實力，擇日再聚」；又要求警方不要阻礙示威者撤離，讓他們安全離開。學聯稱示威者留守與否，是他們的個人決定；若有市民在評量風險後仍願意留守，學聯亦會一起留守至最後一刻。呼籲撤離的同時，學聯重申，若特首梁振英在午夜12時前仍未回應罷課時提出的四大訴求，就會發起無限期罷課。
隨後「和平佔中」亦呼籲示威者全面撤離，但表明添美道大台會運作至最後。不過示威者未有撤退，每當催淚氣體散去，便再次佔據主幹道，情況徹夜持續。同時佔領行動在網上號召下，擴散至旺角及銅鑼灣。

### 徹夜驅散不果

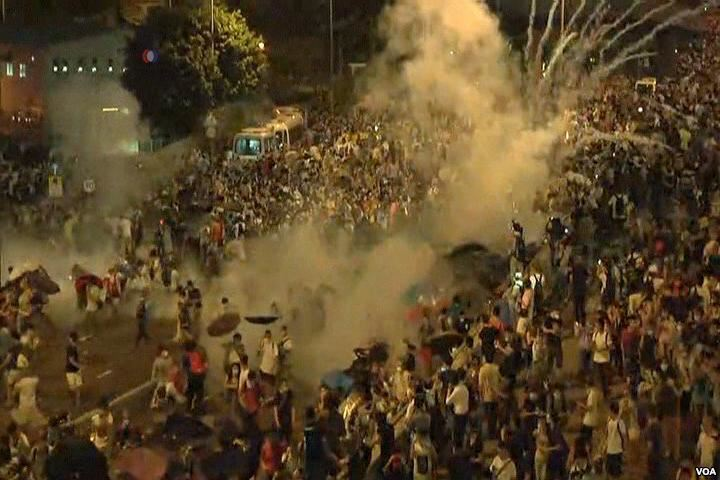
防暴警察在9月29日凌晨再次發射催淚彈。

9月29日午夜12時過後，全套裝備的防暴警察再度於夏愨道和干諾道中施放多枚催淚彈，大批示威者爭相走避，把防線推至金鐘與灣仔方向。期間有示威者需要送院，但警方被指刻意妨礙救援。
驅散行動持續至9月29日凌晨，催淚彈波及海富中心、香港大會堂外、皇后像廣場等地，甚至紅十字會總部及位於告士打道的香港演藝學院亦受波及。是次行動中，警方使用87顆催淚彈，為2005年反世貿騷亂的雙倍以上（當時發射34顆催淚彈及6枚布袋彈），造成接近100名示威者受傷，當中更有26人送院。但每當催淚煙散去後，防暴警察未及向前推進，示威者便再度衝出主幹道並重新佔據。結果大規模驅散行動失敗收場，防暴警察被逼於凌晨3時許停止驅散，並在早上撤離。

## 後續情況

### 佔領旺角及銅鑼灣
近千名市民響應網上號召，分別到銅鑼灣崇光百貨外和旺角坐在彌敦道及亞皆老街交界、匯豐銀行旺角分行出面的馬路靜坐抗議。其中旺角的人數估計達4000，參加者在彌敦道及亞皆老街交界靜坐，他們高叫口號，張開雨傘、戴上口罩，又用保鮮紙包著遮面，以防警方稍後清場時，施放胡椒噴霧，有人甚至爬到港鐵站出口上面圍觀。大會更稱有20至30名貨車司機，用車堵塞上海街阻止警車駛入。由於太多人聚集，亞皆老街往大角咀近彌敦道全線封閉。期間更有人呼籲到區內不同地方聚集，現場所見，有20至30名警員戒備。

### 演變成「雨傘革命」
驅散行動令民憤大規模爆發，9月29日至10月1日每晚有20萬人上街集會，而10月1日佔領行動進一步蔓延至尖沙咀（但3日內失守）。衝突中示威者使用雨傘抵抗胡椒噴霧，也令示威活動被外國媒體稱為「雨傘革命」或「雨傘運動」。而由於佔領旺角、銅鑼灣及尖沙咀均由市民自發，佔領人士不再承認「和平佔中」、學聯及學民思潮為大會，抗爭模式亦變成長期佔領，加上外媒的「雨傘革命」或「雨傘運動」命名獲得示威者接受，行動逐漸演變成「雨傘革命」。

## 受傷人數
由於催淚煙可大範圍擴散，只是首輪的催淚彈攻勢已經導致超過200人不適，整夜的驅散行動中，吸入催淚煙不適的示威者數量更是難以估計。驅散導致接近100人受傷，醫管局啟動重大事故控制中心，擔當協調救援工作及將傷者分流到不同醫院。醫管局指當日下午4時起至晚上9時45分，共20男6女需送院治療，分別送瑪麗醫院、律敦治醫院、東區醫院、伊利沙伯醫院及瑪嘉烈醫院，但未有透露傷者情況。

## 警方動員
《蘋果日報》報道，是次參與行動的警隊部門包括機場特警隊、反恐特勤隊、全數警察機動部隊和出動裝甲車「銳武」，動員超過7000警力，配備催淚槍、橡膠子彈、AR-15自動步槍等防暴裝備；惟實際上警方僅動用主要職責為內部保安（人群管理及防暴等）任務的警察機動部隊，亦無出動裝甲車。行動中9個地點共發放87枚催淚彈。

## 傳媒定性
以下為香港大部份主流傳媒對是次警察驅散行動的定性：
| 傳媒         | 日期    | 頁面／節目                                               | 用詞                                                                  | 定性       | 資料來源 |
| ------------ | ------- | -------------------------------------------------------- | --------------------------------------------------------------------- | ---------- | -------- |
| 《蘋果日報》 | 29/9    | 佔中特輯「無懼鎮壓，六萬人佔中叫梁下台」報道             | 「港人為公義挺身而出，卻遭當權者武力鎮壓！」                          | 武力鎮壓   | [ 4 ]    |
| 商業電台     | 28/9    | 雷霆881／叱咤903 新聞報道、傍晚／晚間新聞專輯            | 「金鐘出現騷亂」                                                      | 示威者騷亂 | [ 38 ]   |
| 《明報》     | 29/9    | A1頭條                                                   | 「警方動用7000警力，於中環和金鐘一帶最少8個地點施放催淚彈驅趕示威者」 | 驅散行動   | [ 13 ]   |
| 有線新聞     | 28-29/9 | 新聞／十一點／十一點半／午夜最前線、晚間新聞、深夜直播室 | 「警方施放催淚彈，試圖驅散示威者」                                    | 驅散行動   | [ 39 ]   |
| 香港電台     | 28-29/9 | 香港電台 新聞報道                                        | 「連番向示威群眾施放催淚彈，但只起了短暫驅散作用」                    | 驅散行動   | [ 40 ]   |
| 無綫電視     | 28-29/9 | 「佔中」特備節目、晚間新聞、香港早晨                     | 「警方施放催淚彈，驅散示威者」                                        | 驅散行動   | [ 17 ]   |
| 《am730》    | 29/9    | 「催淚。香港。」佔中專頁                                 | 「警方為驅散人群，繼胡椒噴霧後，黃昏起連續多次向人群施放催淚彈」      | 驅散行動   | [ 41 ]   |
| 《都市日報》 | 29/9    | 「催淚佔中」頭條報道                                     | 「警方連番施放催淚彈驅散示威者」                                      | 驅散行動   | [ 42 ]   |
| 《信報》     | 28/9    | 網站「中環告急！警催淚彈未竟全功」報道                   | 「警方多次使用催淚彈驅散群眾」                                        | 驅散行動   | [ 43 ]   |
| Now新聞台    | 28-29/9 | Now新聞報道、Now深宵新聞                                 | 「警方傍晚將武力升級，多次施放催淚彈，驅趕堵塞干諾道中的示威者」      | 驅趕行動   | [ 44 ]   |

### 相關行動
- 2014年香港學界大罷課
- 重奪「公民廣場」行動
- 雨傘革命
- 讓愛與和平佔領中環

### 被升級武力驅散之香港示威
- 反對逃犯條例修訂草案佔領行動（2019年6月）
- 韓農反世貿騷亂（2005年12月，34枚催淚彈、6顆布袋彈）
- 的士騷亂（1984年1月）
- 旺角及油麻地騷亂（1989年6月）
- 六七暴動（1967年，51死802傷）
- 反對天星小輪加價暴動（1966年，772顆催淚彈、62發實彈，1死26傷）
- 雙十暴動（1956年，60死300傷）

### 其他資料
- 公民抗命
- 2013年基辅警民冲突